# Muzidian (köpinghuvudort i Kina, Hubei Sheng, lat 31,19, long 115,36)
Muzidian (kinesiska: 木子店) är en köpinghuvudort i Kina. Den ligger i provinsen Hubei, i den centrala delen av landet, omkring 120 kilometer nordost om provinshuvudstaden Wuhan. Antalet invånare är 37 992. Befolkningen består av 17 953 kvinnor och 20 039 män. Barn under 15 år utgör 19,0 %, vuxna 15-64 år 69 %, och äldre över 65 år 11,0 %.
Runt Muzidian är det tätbefolkat, med 276 invånare per kvadratkilometer. Närmaste större samhälle är Shengli, 11,6 km sydost om Muzidian. Omgivningarna runt Muzidian är en mosaik av jordbruksmark och naturlig växtlighet.
Genomsnittlig årsnederbörd är 1 671 millimeter. Den regnigaste månaden är juli, med i genomsnitt 316 mm nederbörd, och den torraste är januari, med 36 mm nederbörd.